# أكرم أباك وأمك
أَكْرِمْ أَبَاكَ وَأُمَّكَ (بالعبرية: כַּבֵּד אֶת אָבִיךָ וְאֶת אִמֶּךָ לְמַעַן יַאֲרִכוּן יָמֶיךָ) هي واحدة من الوصايا العشر في التوراة العبرية، تعتبر الوصية عمومًا في المصادر البروتستانتية واليهودية على أنها الوصية الخامسة، ويعتبر الكاثوليك واللوثريون أنها الوصية الرابعة.
تُعتبر هذه الوصايا كقانون في العديد من الولايات القضائية، ولا تزال تعتبر قانونًا قابلاً للإنفاذ من قبل البعض. ويصف سفر الخروج الوصايا العشر على أنها كلام الرب، نقشت على لوحين حجريين بإصبع الرب، كسرها موسى، وأعاد الرب كتابتها على أحجار بديلة.

## النص العبري
نص الوصية: «أَكْرِمْ أَبَاكَ وَأُمَّكَ لِكَيْ تَطُولَ أَيَّامُكَ عَلَى الأَرْضِ الَّتِي يُعْطِيكَ الرَّبُّ إِلهُكَ.»
في التوراة، ارتبط حفظ هذه الوصية بالنفع الفردي، وبقدرة أمة إسرائيل على البقاء في الأرض التي كان الرب يقودهم إليها. يُعاقب الابن بالإعدام على إهانة الوالدين سواء بضربهم أو شتمهم، ولذلك يمكن تفسير عبارة «لكي تعيش طويلاً» على أنها «حتى لا تُقتل». في التلمود، تُقارن الوصية إكرام الوالدين بإكرام الرب.